# Juf
Juf ist eine Fraktion der Schweizer Talgemeinde Avers im Kanton Graubünden. 

## Geographie
Es liegt auf 2126 m ü. M. und damit oberhalb der Baumgrenze. Juf gilt als die höchstgelegene ganzjährig bewohnte Siedlung der Schweiz und eine der höchstgelegenen Europas.

## Geschichte
Erst im 15. Jahrhundert wurde das Tal von deutschsprachigen Walsern besiedelt. Die Edlen von Marmels (Oberhalbstein) und im Bergell wohnende Salis waren im Avers begütert, und erstere wurden vom Bischof mit der Vogtei über dieses Tal belehnt. In diesem Zusammenhang erklären sich auch die Güter des Hospizes St. Peter auf dem Septimer in Ausser- und Inner Cresta und Juf. Wie anderwärts, so schufen sich auch hier diese deutschsprachigen Kolonisatoren ihre eigenen, den Walsergebräuchen entsprechenden Rechtseinrichtungen. Frei wählten sie den Ammann und das Gericht, und nach und nach ging auch die hohe Gerichtsbarkeit auf die Ammannschaft über. Seit der Neueinteilung der Kreise durch das Gesetz vom 1. April 1851 bildete Avers einen eigenen Kreis; für die Grossratswahlen war es bis 1904 wegen der geringen Einwohnerzahl mit Schams vereinigt. Damals erhielt es durch Volksbeschluss wieder das Recht zu einem eigenen Vertreter im Grossen Rat.

## Bevölkerung
| Bevölkerungsentwicklung | Bevölkerungsentwicklung | Bevölkerungsentwicklung | Bevölkerungsentwicklung |
| ----------------------- | ----------------------- | ----------------------- | ----------------------- |
| Jahr                    | 1991                    | 2001                    | 2016                    |
| Einwohner               | 20                      | 30                      | 31                      |

## Siedlung

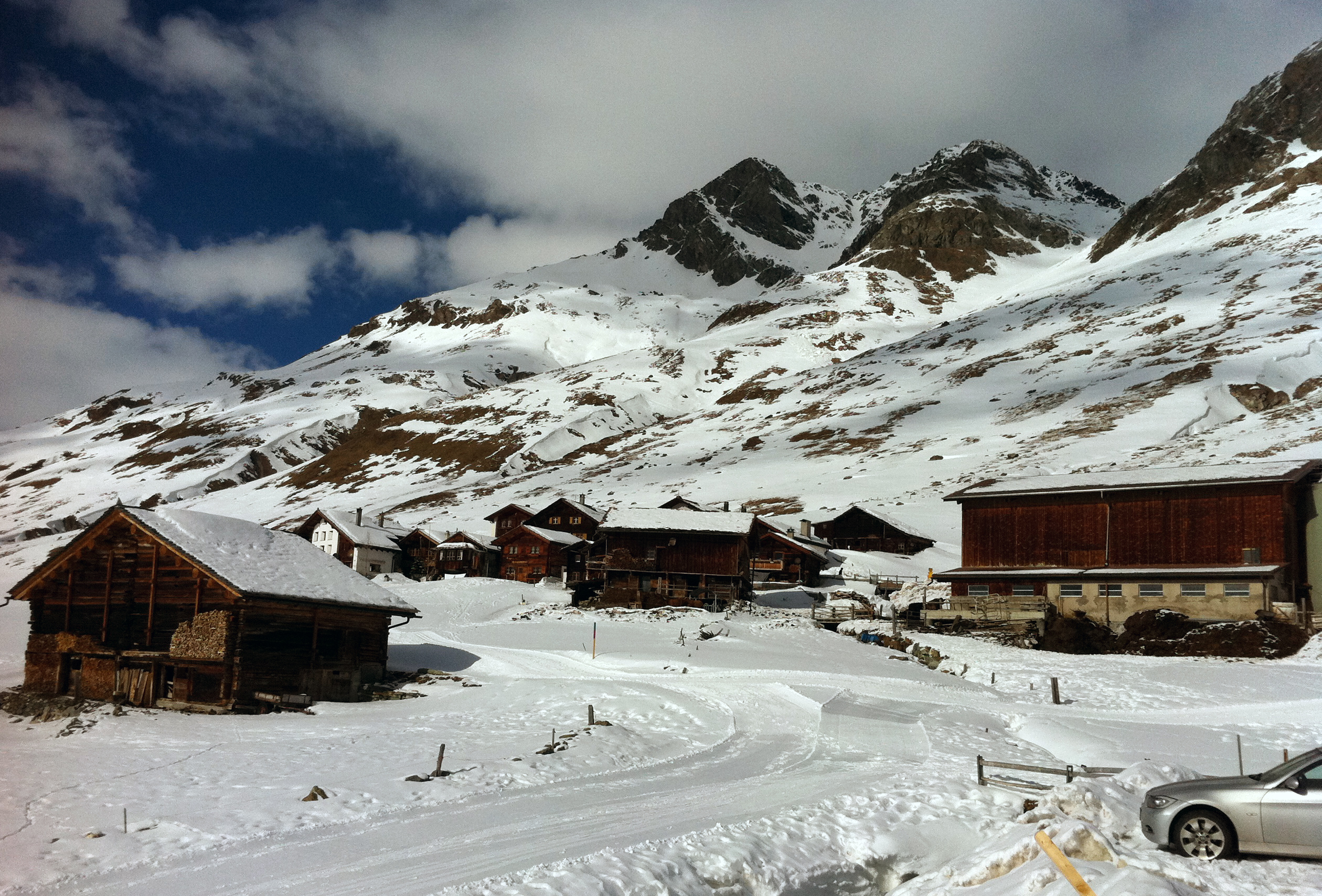
Im Winter

In Juf leben etwa 30 Einwohner aus sechs Walserfamilien. Neben einigen Wohnhäusern gibt es einen Gasthof, mehrere Ferienwohnungen, ein Touristenlager und eine Poststelle.
Durch seine aussergewöhnliche Höhenlage ist das Dorf oft Ausgangspunkt für Fahrrad- oder Wandertouren zu den Pässen Septimer, Splügen, Julier und San Bernardino, nach Maloja, Bivio oder ins Bergell. Im Winter ist Juf Ausgangspunkt für Skitouren.  Im Tal gibt es bis auf zwei Skilifte bei Juppa keine touristischen Einrichtungen.

## Verkehr
Juf ist Endpunkt der heutigen Averser Kantonsstrasse und somit des motorisierten Verkehrs, sowie der ehemaligen, teilweise erhaltenen und rekonstruierten Alten Averserstrasse, die als Wanderroute dient. Bis 1961 verkehrte dort von Avers nach Juf die letzte planmässige Postkutschenlinie der Schweiz. Seit dem Bau der neuen Kantonsstrasse wird Juf durch das Postauto, aktuell täglich achtmal, bedient.